# Венеція (Вармінсько-Мазурське воєводство)
Венеція (пол. Wenecja) — село в Польщі, у гміні Моронґ Острудського повіту Вармінсько-Мазурського воєводства.
Населення — 247 осіб (2011).
У 1975-1998 роках село належало до Ольштинського воєводства.

## Демографія
Демографічна структура станом на 31 березня 2011 року:
|          | Загалом | Допрацездатний вік | Працездатний вік | Постпрацездатний вік |
| -------- | ------- | ------------------ | ---------------- | -------------------- |
| Чоловіки | 125     | 37                 | 76               | 12                   |
| Жінки    | 122     | 26                 | 72               | 24                   |
| Разом    | 247     | 63                 | 148              | 36                   |